# 久光製薬
久光製薬株式会社（ひさみつせいやく、英語:Hisamitsu Pharmaceutical Co., Inc.）は、 佐賀県鳥栖市及び 東京都千代田区丸の内に本社を置く日本の医薬品メーカー。消炎鎮痛剤のロングセラーとして有名な「サロンパス」でその名を知られている。

## 会社概要
創業者の久光仁平が1847年（弘化4年）に同社の前身となる「小松屋」を創業。当時は「奇神丹」などの丸薬を製造していた。仁平が1877年（明治10年）の秋に死去すると、長男の久光與市（与市）が家督を継いだとされ、その後は與市の三男である中冨三郎が家督を継いだ。
久光兄弟合名会社時代の1934年（昭和9年）に今日まで同社の主力製品となる「サロンパス」を発売。
これがロングセラーとなったことで同社の基礎を固めると共に、1965年（昭和40年）に現社名に改称する。その後も「エアーサロンパス」、「サロンシップ」 、「サロンパス-ハイ」などの製品を次々と送り出す一方で、「モーラス」 / 「モーラステープ」ほか、医療機関用（処方箋医薬品）消炎剤にも進出しており、2005年にはエスエス製薬の医療用医薬品事業を譲受する。エスエス製薬の医療用医薬品は湿布薬などの外用消炎鎮痛薬が主流で、当社の得意分野を譲受したともいえる。
三和グループに属していてみどり会に加盟していた。
製品開発・生産については佐賀県鳥栖市に所在する本社（その他栃木県宇都宮市にも工場が存在する）でおこなわれているが、営業、宣伝、マーケティングなどその他一連の業務については、東京都千代田区丸の内に所在する東京本社でおこなわれている。
社章（丸囲みで「小」）は小松屋の紋章である。

## 親戚・遠縁
- 龍角散社長の藤井隆太は、雑誌『プレジデント・ファミリー』の中で「うちや小林製薬さん、久光製薬さんといった同族経営の製薬メーカーは、一緒にビジネスをしたり、 系図をたどると遠縁にあったりと関係が深いです。 」と発言している[要出典]。
- この三社の製品は、株式会社・龍角散の「龍角散」、久光製薬の「サロンパス」、小林製薬の「アンメルツヨコヨコ」、「サカムケア」、「熱さまシート」、「ニノキュア」、「命の母A」などは、中国で評判となり、神薬と呼ばれている[4][5]。
- 三浦館保存会理事長の会長をつとめていた中冨たつ子の旧姓は三浦といい、自民党議員だった三浦盛典（もりすけ）の娘。秋田県出身。久光製薬の会長の中冨博隆の妻である[6]。

## 沿革
- 1847年 - 小松屋として創業。
- 1869年 - 「奇神丹」を発売。
- 1871年 - 小松屋は久光常英堂と改称。
- 1903年 - 久光兄弟合名会社を設立。
- 1907年 - 「朝日万金膏」を発売。
- 1934年 - 中冨三郎の時代に鎮痛消炎プラスター剤「サロンパス」を発売[2]。
- 1936年 - 朝鮮半島や中国東北部などに「サロンパス」の輸出を開始[2]。
- 1944年5月 - 久光兄弟合名会社が中心となり、統制会社「三養基製薬株式会社」を設立。
- 1948年2月 - 田代鉱機工業株式会社を設立。
- 1951年2月 - 三養基製薬株式会社が久光兄弟合名会社・田代鉱機工業株式会社を合併し、商号を久光兄弟株式会社に変更。中冨正義が社長に就任。
- 1952年 - 大阪出張所開設（現・大阪支店）。
- 1957年 - 東京出張所開設（現・東京本社）。
- 1962年 - 東京証券取引所2部・福岡証券取引所上場。
- 1963年 - スプレー式鎮痛消炎剤「エアーサロンパス」を発売。
- 1964年 - 大阪証券取引所2部上場。
- 1965年4月 - 商号を久光製薬株式会社に変更。
- 1966年 - 名古屋出張所開設（現・名古屋支店）。
- 1970年 - 札幌出張所開設（現・札幌支店）。
- 1971年
  - 鎮痛消炎シップ剤「サロンシップ」を発売。
  - 名古屋証券取引所2部上場。
  - 鳥栖研究所竣工。
  - 仙台出張所開設（現・仙台支店）。
- 1973年 - 東京証券取引所、大阪証券取引所、名古屋証券取引所各1部指定替え。
- 1982年 - 鎮痛消炎プラスター剤「サロンパス-ハイ」を発売。
- 1983年
  - 高松出張所開設（現・高松営業所）。
  - 広島出張所開設（現・広島支店）。
- 1985年 - 「サロンパスA」を発売[2]。
- 1986年 - 鎮痛消炎プラスター剤「サロンパス30（サーティ）」を発売。
- 1987年
  - 「のびのびサロンシップ」発売。
  - 宇都宮工場竣工。
- 1988年 - 「モーラス【医療用医薬品】」発売。
- 1989年 - ロゴマーク導入。
- 1991年 - 「エアーサロンパスEX」発売。
- 1993年 - 「サロンシップ温熱用具 直貼」発売。
- 1994年 - 「久光製薬KBCオーガスタゴルフトーナメント」開催、ロゴマークを2代目に変更。
- 1995年 - 「モーラステープ【医療用医薬品】」発売。
- 1996年 - 「サロンパスA（1985年発売）」のビタミンE倍増版である「サロンパスAe」を発売[2]。
- 1998年 - 無臭性の鎮痛消炎パップ剤「のびのびサロンシップα」及び鎮痛消炎プラスター「ら・サロンパス」を発売。「ライフセラ」を立ち上げ、スキンケア事業に進出。
- 2001年 - 丸東産業と資本提携、傘下に収める。
- 2003年
  - 2月5日 - 医療用抗真菌薬「ボレー」をスイッチOTC化した水虫・たむし治療薬「ブテナロック」を発売[7]。
  - 6月 - ロゴマークを現在の3代目へ変更。
  - 8月5日 - フェルビナクを配合した鎮痛消炎テープ剤「フェイタス」を発売（当初は「サロンパスシリーズ フェイタス」として発売、3代目ロゴマーク移行後初の新製品でもあった）[8]。
  - 9月18日 - ニキビ治療薬「フレッシング アクネクリーム」を発売[9]。
- 2004年 - 「久光製薬KBCオーガスタゴルフトーナメント」の冠スポンサーから撤退。翌年の2005年（平成17年）以降は他のスポンサーの参加により継続。
- 2005年
  - 4月1日 - エスエス製薬株式会社から医療用医薬品事業を譲受（同社の完全子会社で休眠会社となっていた株式会社バイオメディクスへ分割譲渡した後、当社が株式会社バイオメディクスの全株式を同社から取得する形で子会社化し、事業を譲受。株式会社バイオメディクスは同日付で久光メディカル株式会社へ商号変更）[10]。
  - 5月 - 「サロンパスワールドレディスゴルフトーナメント」開催（現在は「JLPGAツアー ワールドレディスチャンピオンシップ サロンパスカップ」の名称変更の上継続中）。
  - 11月1日 - 臨床栄養剤「F2α」・「イムン」・「タピオン」の営業権をテルモ株式会社へ譲渡[11]。
  - 12月 - 日本初となる映画館のネーミングライツを取得。「丸の内ルーブル」を「サロンパスルーブル丸の内」に改称する[12]。
- 2006年
  - 3月9日
    - 「Hisamitsu健康通販」ブランドで健康食品等の通信販売事業を開始[13]。
    - 「のびのびサロンシップ（1987年発売）」の改良品である「のびのびサロンシップs」を発売[14]。
    - 水虫・たむし治療薬として日本初の切替ノズルを採用した「ブテナロックスプレー」を発売[15]。

  - 3月20日 - フェルビナク配合鎮痛消炎剤「フェイタスローション」を発売[16]。
  - 5月1日 - 子会社の株式会社ジェノファンクションの全株式を株式会社RNAiへ譲渡[17]。
  - 10月1日 - 高カロリー輸液用混合ビタミン剤「M.V.I.」の事業をアイロム製薬（現・ネオクリティケア製薬）へ譲渡[18]。
  - 10月23日 - フェルビナク配合鎮痛消炎剤「フェイタスクリーム」「フェイタスチック」を発売[19]。
- 2007年
  - 3月22日 - 大判サイズの鎮痛消炎テープ剤「フェイタスL」を発売[20]。
  - 4月1日 - 子会社の久光メディカル株式会社を吸収合併[21]。
  - 8月23日 - 鎮痛消炎剤「サロンパスローション」を発売[22]。
  - 10月29日 - 日本初となるフェルビナク配合温感テープ剤「フェイタス温感」を発売[23]。
  - 12月21日 - アレルギー専用点眼薬「眼涼アルファーストEX」を発売[24]。
- 2008年
  - 2月12日 - 水虫・たむし治療薬「ブテナロックV」を発売（「ブテナロック」に4成分を追加して複合処方化、エアゾール剤の「エアー」を追加し4剤形となる）[25]。
  - 5月26日 - フェルビナク配合のスプレー式鎮痛消炎剤「エアーサロンパスDX」を発売[26]。
  - 10月20日 - 鎮痛消炎剤「フェイタス」にシップ[27]、クリーム、チックEX（チックのリニューアル品）[28]、L温感[29] の4剤形を一斉発売（これらの製品よりパッケージから「サロンパスシリーズ」の表記が無くなり、「サロンパス」から完全独立したブランドとなる）。
  - 11月5日 - インドメタシン配合の鎮痛消炎プラスター「サロンパスEX」を発売[30]。
  - 12月4日 - 人口涙液型点眼薬「眼涼潤（がんりょうじゅん）」を発売[31]。
- 2009年
  - 6月11日 - 瞬間冷却スプレー「エアーサロンパスアイシングスプレー」を発売[32]。
  - 7月 - 血中高コレステロール改善薬「コレストン」を発売。
  - 8月17日 - ジクロフェナクナトリウムをスイッチOTC化した「フェイタスZ」を発売。当社初の第1類医薬品（当時）に区分される製品となる[33]。
  - 11月 - 「フェイタスシップ」と「サロンパスEX」に温感タイプ（「フェイタスシップ温感」・「サロンパスEX温感」）を発売。
- 2010年
  - 2月8日 - 水虫・たむし治療薬「ブテナロックV エアー 爽快パウダー」を発売[34]。
  - 7月 - 大阪証券取引所上場廃止。
  - 7月6日 - スプレー式鎮痛消炎剤「エアーサロンパスジェットα」を発売[35]。
- 2011年10月14日 - 当社出資となる中国の現地法人として、久光製薬技術諮詢（北京）有限公司を設立[36]。
- 2012年
  - 1月17日 - 祐徳薬品工業株式会社との資本業務提携を発表し、同社の発行済み株式の15%を取得[37]。
  - 2月8日 - 水虫・たむし治療薬「ブテナロックVα」発売（「ブテナロックV」にクロタミトンとイソプロピルメチルフェノールを追加配合）[38]。
  - 6月18日 - 休眠会社となっていた子会社2社（株式会社國際パップ剤研究所、株式会社タイヨー開発）の解散及び清算を発表[39]。
  - 7月2日 - サノフィ・アベンティス株式会社（現・サノフィ株式会社）との合弁で、一般用医薬品（アレルギー関連治療薬）のマーケティングを目的とする久光-サノフィ株式会社を設立[40]。
  - 11月1日 - 日本で初めてフェキソフェナジン塩酸塩をスイッチOTC化したアレルギー専用鼻炎薬「アレグラFX」を発売[41]。
- 2013年
  - 2月 - 東京本社をパシフィックセンチュリープレイス丸の内から丸の内ビルディングに移転。
  - 9月17日 - 鎮痛消炎テープ剤「フェイタス5.0」を発売[42]。
- 2014年
  - 3月4日 - 水虫・たむし治療薬「ブテナロックL パウダーゲル」を発売[43]。
  - 7月14日 - 鎮痛消炎剤「フェイタスZ」にZクリーム、Zαローション[44]、Zジクサス[45] の4品目を追加。Zαローションを除く3品目は祐徳薬品工業株式会社から供給を受ける製品となる。
  - 9月9日 - 温感タイプの鎮痛消炎テープ剤「フェイタス5.0温感」を発売[46]。
  - 「全国発明表彰・特許庁長官賞」を受賞。
- 2015年
  - 3月4日 - 鎮痛消炎プラスター剤「サロンパス」発売[47]。アメリカでも同時発売される。
  - 4月17日 - 「サロンパス」のサリチル酸メチルとl-メントールの含まれた「におい」をアメリカなどで商標登録したことなどに対し[48]、特許庁から「商標活用」を評価され平成27年度「知財功労賞」を受けた[49]。
  - 5月21日 - 中冨博隆が代表取締役会長 最高経営責任者（CEO）に、中冨一榮が代表取締役社長 最高執行責任者（COO）にそれぞれ就任[50]。
  - 6月11日 - 「フェイタス メディカルサポーター」発売[51]。
  - マニラ支店開設（フィリピン）
  - P.T.ヒサミツ ファルマ インドネシア新工場竣工
  - 12月15日 - 経皮吸収鎮痛剤「モーラスパップXR120mg【医療用医薬品】」発売[52]。
- 2016年
  - 4月5日
    - 鎮痛消炎テープ剤「フェイタスZαジクサス」を発売（「フェイタスZジクサス」からリニューアルされた製品で、自社製造へ切替）[53]。
    - 鎮痛消炎パップ剤「のびのびサロンシップF」を発売[54]。

  - 「文部科学大臣表彰・科学技術賞」を受賞。
- 2017年
  - 7月28日 - 鎮痛消炎シップ剤「フェイタスZジクサスシップ」を発売[55]。
  - 8月 - 久光製葯（中国）有限公司設立[56]。
  - 9月11日 - 温感シップ剤「のびのびサロンシップFH」発売[57]。
  - 11月9日 - 日本初となる小中学生用アレルギー専用鼻炎薬「アレグラFXジュニア」発売[58]。
- 2018年
  - 2月6日 - 公益財団法人東京オリンピック・パラリンピック競技大会組織委員会との間で、外用鎮痛消炎剤分野における「東京2020オフィシャルパートナー」契約を締結[59]。
  - 久光製藥（香港）有限公司設立
  - 4月23日 - 経皮吸収型アレルギー性鼻炎治療剤「アレサガテープ【医療用医薬品】」を発売[60]。
  - 4月24日 - 無臭性の鎮痛消炎パップ剤「のびのびサロンシップFα」を発売[61]。
  - 9月5日 - 日本初となるジクロフェナクナトリウム配合温感テープ剤「フェイタスZαジクサス温感」発売[62]。
- 2019年
  - 2月 - 子会社として、ヒサミツ イタリア S.r.l.を設立。
  - 2月28日 - 子会社で、実験動物の生産・飼育・販売等を行う九動株式会社の全株式を日本クレア株式会社へ譲渡[63]。
  - 4月19日 - こども向け目薬「こどもロビンアイ プラス」発売[64]。
  - 5月1日 - 通信販売事業の名称を「HisamitsuいきいきOnline」へ変更[65]。
  - 久光製薬ミュージアム竣工
- 2020年
  - 3月2日 - 女子バレーボール部の運営事業を担う子会社として、SAGA久光スプリングス株式会社を設立[66]。
  - 6月30日 - ジクロフェナクナトリウム配合のスプレー式鎮痛消炎剤「エアーサロンパスZ」を発売[67]。
  - 8月20日 - 丸型ミニサイズの鎮痛消炎プラスター「サロンパスツボコリパッチ」を発売[68]。
- 2021年
  - 3月31日 - 「HELLO! eco!」マークを策定[69]。
  - 8月12日 - 佐賀県は、同社が製造販売した外用鎮痛消炎薬「サロンパスホット」に医薬品に使用できる色素を定めた省令違反があったなどとして、医薬品、医療機器等の品質、有効性及び安全性の確保等に関する法律（医薬品医療機器法）に基づき、同月13日から鳥栖工場を8日間、製造業の業務停止処分としたこと・同社に対して同日から4日間、第二種医薬品製造販売業の業務停止としたと発表した。8月12日時点で健康被害の報告はなく、同社は昨年（2020年）5月から自主的に出荷を停止し、自主回収も終了しているという[70][71]。
  - 8月18日 - 自社初となる袋入り包装「ポケシップ」を採用した鎮痛消炎シップ剤「のびのびサロンシップフィット」を発売[72]。
  - 10月4日 - 通信販売「HisamitsuいきいきOnline」で一部のOTC医薬品の取り扱いを開始[73]。
  - 10月14日 - 貼付剤に使用している伸縮性不織布を応用したマスク「貼り薬の不織布で作ったマスク」を発売[74]。
  - 11月1日 - 株式会社そーせいが製造販売承認を保有する口腔咽頭カンジダ症治療剤「オラビ口腔用50mg」の販売を富士フイルム富山化学株式会社から移管[75]。
- 2022年
  - 3月31日 - あゆみ製薬株式会社の間接的な親会社であったAYM HD株式会社（翌4月1日の吸収合併に伴い、現在はあゆみ製薬株式会社の直接的な親会社であるあゆみ製薬ホールディングス株式会社）の株式の一部を取得したことを発表[76]。
- 2023年
  - 3月13日 - 公益財団法人日本オリンピック委員会との契約締結により、外用消炎鎮痛剤・筋肉疲労ケア製品・医療用サポーター分野における「TEAM JAPANオフィシャルパートナー」となる[77]。
  - 3月17日 - 神奈川県藤沢市の「湘南ヘルスイノベーションパーク」内に研究開発拠点を新設[78]。
  - 4月6日 - 出荷停止並びに自主回収に伴って製造販売を休止していた「サロンパスホット」を3枚入にリニューアルの上、約3年ぶりに製造販売を再開[79]。
  - 9月1日 - 「HisamitsuいきいきOnline」の名称で行っていた通信販売事業を会社分割（簡易吸収分割）により、同年6月2日に設立された子会社の久光ウェルネス株式会社へ承継[80]。名称を「Hisamitsu Wellness」へ改められる。
  - 10月31日 - エスエス製薬株式会社からドリンク剤「エスカップ」とハミガキ「ラカルト」の関連資産等の一部を譲り受ける。
- 2024年
  - 3月9日 - 佐賀県鳥栖市で建設が進められていた新研究所「SAGAグローバルリサーチセンター」を竣工[81]。
  - 3月25日 - ドリンク剤「エスカップ」のパッケージデザインを刷新し、自社製品としてリニューアル発売[82]。
  - 4月1日 - 安定供給体制強化を目的に、京都府久世郡久御山町のロジスティード西日本（ロジスティードの子会社）の営業所内に、近畿・北陸及び愛知県・岐阜県を配送エリアとする「関西物流センター」が開設され、同日より出荷を開始。既存の「東京物流センター」・「九州物流センター」と合わせて物流拠点が3か所となる[83]。
  - 4月23日 - ドリンク剤「エスカップNEXT」、「エスカップE」[82]、ハミガキ「薬用ラカルト・ニュー5」[84]のパッケージデザインを変更し、自社製品としてリニューアル発売。

## 事業所
本店・九州本社・鳥栖工場・鳥栖研究所
佐賀県鳥栖市田代大官町408
東京本社
東京都千代田区丸の内2丁目4-1 丸の内ビルディング30階
宇都宮工場
栃木県宇都宮市清原工業団地23-8
筑波研究所
茨城県つくば市観音台1-25-11
札幌支店
札幌市中央区北1条西26丁目4-1
仙台支店
仙台市青葉区花京院1-1-20
東京第一支店・東京第二支店
東京都渋谷区笹塚2丁目1-6 笹塚センタービル8階
東京第三支店
栃木県宇都宮市東宿郷5-1-16
名古屋支店
名古屋市千種区仲田2丁目7-11
大阪支店
大阪市中央区南船場1丁目11-12
広島支店
広島市南区金屋町2-15
福岡支店
福岡市博多区東那珂2丁目2-10
さいたま営業所
さいたま市大宮区下町1-45
千葉営業所
千葉市美浜区中瀬2-6-1
横浜営業所
横浜市西区みなとみらい3-6-4
金沢営業所
石川県金沢市鞍月4-106
高松営業所
香川県高松市磨屋町3-1

## ロゴマークについて
「Hisamitsu」のロゴマークは1989年から制定されており、これまでに過去2回変更されている。また、4代目ロゴマークからは従来ロゴの下にあった「久光製薬」の表記がテレビCMのサウンドロゴを含めてなくなり、ロゴマークのみとなった（パッケージへの表記については、3代目に変更された時から一部ではあったが「久光製薬」の表記はなくなっていた）。
- 初代（1989年 - 1990年）:黒色で「HISAMITSU」と大文字表記し、"H"の横棒の上下にそれぞれ水色と緑色の四角形が配されたもの。最初期はロゴマーク下に「久光製薬」の表記がされなかった。
- 2代目（1990 - 1994年）:フォントは初代と同様。色が以降のロゴマークと同じ青色に変更されたほか、"H"の意匠も横棒が緑の四角で表されるデザインになった。
- 3代目（1994年 - 2003年5月）:斜体文字の「Hisamitsu」表記に変更。また、"H"の横棒は3段ステップとなった[注釈 1]。
- 4代目（2003年6月 - ）:安定感を表すため太めのフォントに変更し、"H"の横棒は「無限の可能性」を追い求めるという意味を込め、無限大（∞）をモチーフとしたものとなる。

なお、小松屋の小がデザインされた社章は現在でも引き続き使用されている。
また、CMで使用される「♫ヒ・サ・ミ・ツ」のサウンドロゴは、2015年11月6日付けで「音」の商標第一号として登録されている。

## スポーツ協賛活動
- 女子バレーボール部の久光スプリングス（2000年にオレンジアタッカーズをダイエーから譲受）はV・プレミアリーグに参加している。
- 長年にわたり、ゴルフの「ワールドレディスチャンピオンシップ サロンパスカップ」（主催：日本テレビ）の協賛企業であると共に、「久光製薬KBCオーガスタゴルフトーナメント」（九州朝日放送との共催。2004年撤退）の主催をおこなう。
- プロ野球マスターズリーグでは、福岡ドンタクズの2005年度ユニフォームスポンサーを務めた。
- 日本プロサッカーリーグ（Jリーグ）に加盟するサガン鳥栖のスタジアムスポンサーである。かつては女子バレー部の元選手寮をサガンに選手寮として貸与したこともある。

## 関連企業
- 佐賀シティビジョン - 久光製薬が筆頭株主で、佐賀県佐賀市に本社を置くケーブルテレビの放送事業者。通称「ぶんぶんテレビ」。佐賀市と小城市を放送対象地域としている。
- CRCCメディア - 久光製薬が筆頭株主で、福岡県久留米市に本社を置くケーブルテレビの放送事業者。通称「くーみんテレビ」。久留米市と柳川市、大川市、三潴郡大木町、鳥栖市及び三養基郡みやき町を放送対象地域としている。なお、鳥栖・みやき地区のみ「はっぴとすビジョン」に名称を変更している。
- ドリームスエフエム放送 - 久光製薬が出資している福岡県久留米市のコミュニティFMラジオ局。福岡県筑後地方と佐賀県東部を放送対象地域としている。
- 丸東産業 - 久光製薬と凸版印刷の合弁で設立された、包装用フィルムなどを製造する企業。本社は福岡県小郡市にある。
- 祐徳薬品工業 - 佐賀県鹿島市に本社を置く製薬企業であり、久光製薬の持分法適用関連会社[37]。一部の商品は同社からのOEMにより供給されている。

## 提供番組

### テレビ
テレビ番組において、近年はスポンサークレジットが2種類存在しており、白文字表示時は久光製薬、カラー表示時はHisamitsuとなっている。

#### 現在
テレビ朝日系列
- とっても健康らんど - 九州朝日放送制作の健康情報番組。一社提供番組。九州にあるANN系列各局でも放送されている。
- くりぃむクイズ ミラクル9（2012年度 - ）

TBS
- バナナサンド（2024年4月から提供）

フジテレビ系列
- めざましテレビ - 隔日提供[注釈 3]

テレビ東京系列
- シンカリオン チェンジ ザ ワールド（2024年7月より）

#### 過去
- 健康増進時代→Oh!診→からだ元気科（日本テレビ系列）
- トップスター ファンファンショー（よみうりテレビ制作・日本テレビ系列。一社提供）
- スターもびっくり ものまね大行進（よみうりテレビ制作・日本テレビ系列。一社提供）
- パンパカ天国（よみうりテレビ制作・日本テレビ系列。一社提供）
- スターなんでも大会→スターなんでも大会 ものまね大将（よみうりテレビ制作・日本テレビ系列。一社提供）
- クイズEXPO'70（よみうりテレビ制作・日本テレビ系列。一社提供）
- どっきりカメラ（週レギュラー版）（日本テレビ系列。一社提供）
- FNNスーパータイム（フジテレビ系列、隔日）
- ジャングルTV 〜タモリの法則〜→タモリのグッジョブ!胸張ってこの仕事（MBS制作・TBS系列）
- カスペ!（フジテレビ系列）
- 伊東家の食卓（日本テレビ系列）
- 天才!志村どうぶつ園→I LOVE みんなのどうぶつ園（日本テレビ系列。後半ナショナルスポンサー。薄絨毯つきのカラー表示）（2008年度 - 2021年10月）
- クイズプレゼンバラエティー Qさま!!（テレビ朝日系列）
- 土曜ワイド劇場（テレビ朝日系列）
- 金曜テレビの星!→スーパーフライデー（TBS系列）
- 学校へ行こう!MAX（TBS系列）
- さんまのスーパーからくりTV（TBS系列）
- スポーツが好きだ!（TBS）
- 土曜大好き!830（関西テレビ制作・フジテレビ系列）
- ジャンクSPORTS（フジテレビ系列）（2018年度 - 2021年9月）[注釈 4]
- てなもんや一本槍→てなもんや二刀流（ABC制作・TBS系列。腸捻転時代）
- それSnow Manにやらせて下さい（2023年4月〜2024年3月）

### ラジオ

#### 現在
ニッポン放送
- 久光製薬 リラックスタイム - 企画ネット番組。
- ニッポン放送ショウアップナイター - ナイターシーズン、水曜。
- 辛坊治郎ズーム そこまで言うか! - 水曜
- オールナイトニッポン - 関東ローカル、26時・時報前のCMスポット。ただしナインティナインのオールナイトニッポン（木曜）は除く。
- あののオールナイトニッポン0(ZERO)
- SixTONESのオールナイトニッポンサタデースペシャル

KBCラジオ
- KBCホークスナイター - ナイターシーズン、水曜。

#### 過去
ニッポン放送
- オールナイトニッポンサタデースペシャル 大倉くんと高橋くん
- 飯田浩司のOK! Cozy up! - 6:32頃からのコーナー「久光製薬presents お便りのびのびCozy up!」のスポンサーに付いていた。

## CM出演者

### 現在
サロンパス
- 広瀬アリス（2024年5月 - ）

エスカップ　
- なかやまきんに君（2025年6月 - ）

アレグラFX
- 吉高由里子（2021年2月 - ）
- チョコレートプラネット（2025年2月 - ）

過去
- 唐沢寿明 - のびのびサロンシップ・サロンパス
- 竹中直人 - のびのびサロンシップ
- 高橋克典 - フェイタス
- 柳沢慎吾 - サロンパスA
- 香取慎吾（2012年 - 2017年3月）- フェイタス
- 大野智（2013年 - 2020年12月）- アレグラFX
- 知念侑李（2013年 - 2024年5月）- アレグラFX
- 二宮和也（2013年 - 2024年5月）- サロンパス
- 岡田准一（2017年 - 2023年3月）- フェイタス
- 秋山竜次（2018年 - 2021年）- ブテナロックVα
- 神宮寺勇太（2021年 - 2024年5月）- アレグラFX
- 岩本照（2023年 - 2024年5月）- フェイタス
- 重岡大毅（2023年 - 2024年5月）- フェイタス
- 向井理（2024年6月 - 2025年5月） - エスカップ
- 石橋陽彩（『シンカリオン チェンジ ザ ワールド』大成タイセイ役、コラボCM） - エスカップ